# Трагедия на «Немиге»
Трагедия на «Немиге» (бел. Трагедыя на Нямізе) — массовая давка  в подземном переходе Минска возле станции метро «Немига», произошедшая 30 мая 1999 года, жертвами которой стали 53 человека.

## Обстоятельства
30 мая 1999 года многие минчане пришли на берег реки Свислочь к Дворцу спорта, на организованный в честь своего двухлетия радиостанцией «Мир» праздник и приуроченный к нему концерт группы «Манго-Манго». Параллельно, на самом мероприятии, табачная марка «Магна» проводила рекламную акцию «Начни лето с Магной», в рамках которой за 10 крышек от сигаретных пачек наливали бесплатный бокал пива «Аліварыя». Внезапно, около 20:40 по местному времени, началась гроза, сопровождаемая крупным градом.
Почти две с половиной тысячи молодых людей, некоторые в состоянии алкогольного опьянения, попытались укрыться от непогоды в подземном переходе станции метро «Немига». Несколько человек в передних рядах колонны поскользнулись на мокрой плитке; не заметив этого, толпа продолжила напор, чем спровоцировала давку. Вмешавшейся милиции с трудом удалось отсечь лишь хвост колонны.
В результате начавшейся давки погибло 53 человека, среди которых 40 девушек и два сотрудника милиции, старшина Владимир Говин и старший сержант Геннадий Рябоконь, пытавшиеся спасти людей. Большинство погибших — молодые люди в возрасте от 14 до 20 лет. Только трём погибшим было более тридцати лет — 36, 47 и 61 год. Более 250 человек получили ранения и травмы различной степени тяжести.

## Причины трагедии
Одна из выживших в давке, Ольга Шевелева, считает виновниками давки неизвестных молодых людей, которые ради забавы вначале сдерживали поток людей в нижней части лестницы, а потом резко его отпустили и убежали вглубь перехода. По официальной версии, причиной давки стало трагическое стечение обстоятельств.
Исковые заявления родственников погибших против городских властей, милиции, пивзавода «Аливария», радиостанции «Мир» и продюсерского центра ООО «Класс-клуб ДК» были отклонены судами различных инстанций.
Уголовное дело по статье 168 Уголовного кодекса БССР в редакции 1960 года (халатность) было возбуждено в отношении начальника милиции общественной безопасности ГУВД Мингорисполкома Виктора Русака и начальника отдела массовых мероприятий Михаила Кондратина. Они обвинялись в «недостаточном выполнении должностных обязанностей при осуществлении мер охраны порядка». Дело было прекращено «в связи с истечением срока давности» 25 марта 2002 года председателем суда Центрального района Минска Петром Кирковским после переквалификации обвинения на статью[уточнить], не предусматривающую ответственности за гибель людей.

## Последствия
Президент Республики Беларусь Александр Лукашенко указом объявил 1 и 2 июня днями траура.
Председатель Минского городского исполнительного комитета Владимир Ермошин написал заявление об отставке на имя Лукашенко, но тот его отставку не принял.
Долгое время после трагедии подземный переход был своеобразным местом паломничества для близких друзей и родных погибших: люди вешали на стенах портреты, иконы, тексты молитв, зажигали свечи в память о жертвах.
На месте трагедии, около входа на станцию метро «Немига», 30 мая 2002 года был установлен мемориал в виде 53 цветков из бронзы (40 роз и 13 тюльпанов по количеству погибших женщин и мужчин), раскиданных по метафорическим ступеням с надписью «53 рубцы на сэрцы Беларусі. 30 мая 1999 года», а также маленькая часовня с металлической мемориальной плитой внутри.
- Памятный знак у метро «Немига» на месте давки
- Могила погибшего в давке милиционера Геннадия Рябоконя на Кальварийском кладбище Минска
- Памятный знак на Чижовском кладбище Минска
- Аллея погибших в давке на Чижовском кладбище Минска
- Мемориал погибшим в давке, похороненным на Восточном кладбище Минска

Белорусский скульптор Владимир Жбанов посвятил этой трагедии свою скульптуру «Девочка с зонтом», установленную в Михайловском сквере.
Белорусский рок-музыкант Александр Помидоров посвятил трагедии песню «Крывавае свята».